# Імператори Ефіопії

Імператорський герб Ефіопії

У статі подано список негусів Ефіопії, починаючи з династії Загве (IX/X століття) до 1974 року.

## Ефіопська імперія(IX/X століття-1936)
| Ім'я                                  | Роки життя                        | Початок правління | Кінець правління | Примітки                   | Династія                                                         | Портрет |
| ------------------------------------- | --------------------------------- | ----------------- | ---------------- | -------------------------- | ---------------------------------------------------------------- | ------- |
| Мара Такла Гайманот                   | ? — ?                             | ?                 | ?                |                            | Загве                                                            |         |
| Татадім                               | ? — ?                             | ?                 | ?                | Син попереднього           | Загве                                                            |         |
| Джен Сеюм                             | ? — ?                             | ?                 | ?                | Син Мари Такла Гайманота   | Загве                                                            |         |
| Герма Сеюм                            | ? — ?                             | ?                 | ?                | Син Мари Такла Гайманота   | Загве                                                            |         |
| Ємрегана Крестос                      | ? — ?                             | ?                 | ?                | Син попереднього           | Загве                                                            |         |
| Кедус Гарбе                           | ? — ?                             | ?                 | ?                | Син Джена Сеюма            | Загве                                                            |         |
| Гебре Мескель Лалібела                | ? — ?                             | 1189              | 1229             | Син Джена Сеюма            | Загве                                                            |         |
| На'акуето Ла'аб                       | ? — ?                             | ?                 | ?                | Син Кедуса Гарбе           | Загве                                                            |         |
| Єтбарак                               | ? — ?                             | ?                 | ?                | Син Гебре Мескеля Лалібели | Загве                                                            |         |
| Майрарі                               | ? — ?                             | ?                 | ?                |                            | Загве                                                            |         |
| Гарбаї                                | ? — ?                             | ?                 | ?                |                            | Загве                                                            |         |
| Єкуно Амлак                           | ? — 19 червня 1285                | 10 серпня 1270    | 19 червня 1285   |                            | Соломонова династія                                              |         |
| Яґбе'у Сейон                          | ? — 1294                          | 19 червня 1285    | 1294             | Син попереднього           | Соломонова династія                                              |         |
| Сенфа Аред IV                         | ? — ?                             | 1294              | 1295             | Син попереднього           | Соломонова династія                                              |         |
| Гезба Асгад                           | ? — ?                             | 1295              | 1296             | Син Ягбе'у Сейона          | Соломонова династія                                              |         |
| Кедма Асгад                           | ? — ?                             | 1296              | 1297             | Син Ягбе'у Сейона          | Соломонова династія                                              |         |
| Жін Асгад                             | ? — ?                             | 1297              | 1298             | Син Ягбе'у Сейона          | Соломонова династія                                              |         |
| Саба Асгад                            | ? — ?                             | 1298              | 1299             | Син Ягбе'у Сейона          | Соломонова династія                                              |         |
| Ведем Арад                            | ? — 1314                          | 1299              | 1314             | Брат Ягбе'у Сейона         | Соломонова династія                                              |         |
| Амда Сейон I                          | ? — 1344                          | 1314              | 1344             | Син попереднього           | Соломонова династія                                              |         |
| Невая Крестос                         | ? — 1372                          | 1344              | 1372             | Син попереднього           | Соломонова династія                                              |         |
| Невая Мар'ям                          | ? — 1382                          | 1372              | 1382             | Син попереднього           | Соломонова династія                                              |         |
| Девіт I                               | ? — 6 жовтня 1413                 | 1382              | 6 жовтня 1413    | Брат попереднього          | Соломонова династія                                              |         |
| Теводрос I                            | ? — 1414                          | 1413              | 1414             | Син попереднього           | Соломонова династія                                              |         |
| Єшак I                                | ? — 1429                          | 1414              | 1429             | Брат попереднього          | Соломонова династія                                              |         |
| Андреяс                               | ? — 1430                          | 1429              | 1430             | Син попереднього           | Соломонова династія                                              |         |
| Такла Мар'ям                          | ? — 1433                          | 1430              | 1433             | Брат попереднього          | Соломонова династія                                              |         |
| Сарве Іясус                           | ? — 1433                          | 1433              | 1433             | Син попереднього           | Соломонова династія                                              |         |
| Амда Іясус                            | ? — 1434                          | 1433              | 1434             | Брат попереднього          | Соломонова династія                                              |         |
| Зара Якоб                             | 1399 — 1468                       | 19/20 червня 1434 | 1468             | Син Девіта I               | Соломонова династія                                              |         |
| Баеда Мар'ям I                        | 1448 — 8 листопада 1478           | 26 серпня 1468    | 8 листопада 1478 | Син попереднього           | Соломонова династія                                              |         |
| Ескендер                              | 15 липня 1471–1494                | 1478              | 1494             | Син попереднього           | Соломонова династія                                              |         |
| Амда Сейон II                         | бл. 1487 — 26 жовтня 1494         | 1494              | 26 жовтня 1494   | Син попереднього           | Соломонова династія                                              |         |
| На'од                                 | ? — 1508                          | 1494              | 31 липня 1508    | Син Баеди Мар'яма I        | Соломонова династія                                              |         |
| Девіт II                              | 1501 — 2 вересня 1540             | 1508              | 2 вересня 1540   | Син попереднього           | Соломонова династія                                              |         |
| Ґелавдевос                            | 1521/1522 — 23 березня 1559       | 3 вересня 1540    | 23 березня 1559  | Син попереднього           | Соломонова династія                                              |         |
| Мінас                                 | ? — 1 лютого 1563                 | 1559              | 1 лютого 1563    | Брат попереднього          | Соломонова династія                                              |         |
| Сарса Денгел                          | 1550 — 4 жовтня 1597              | 1563              | 4 жовтня 1597    | Син поеперднього           | Соломонова династія                                              |         |
| Якоб (перше правління)                | ? — 1606                          | 1597              | 1603             | Син попереднього           | Соломонова династія                                              |         |
| За Денгел                             | ? — 4 жовтня 1604                 | 1603              | 4 жовтня 1604    | Племінник Сарси Денгела    | Соломонова династія                                              |         |
| Якоб (друге правління)                |                                   | 1604              | 1606             |                            | Соломонова династія                                              |         |
| Сусеньйос I                           | 1572 — 17 вересня 1632            | 1606              | 17 вересня 1632  | Онук Девіта II             | Соломонова династія                                              |         |
| Фасілідес                             | 1603 — 18 жовтня 1667             | 1632              | 18 жовтня 1667   | Син попереднього           | Соломонова династія                                              |         |
| Йоганнис I                            | ? — 1682                          | 1667              | 1682             | Син попереднього           | Соломонова династія                                              |         |
| Іясу I Великий                        | 1654 — 13 жовтня 1706             | 19 липня 1682     | 13 жовтня 1706   | Син попереднього           | Соломонова династія                                              |         |
| Єшак Іясу                             | ? — 1685                          | 1685              | 1685             | Онук Сусеньйоса I          | Соломонова династія                                              |         |
| Текле Гайманот I                      | ? — 1708                          | 27 березня 1706   | 30 червня 1708   | Син Іясу I                 | Соломонова династія                                              |         |
| Амда Сейон                            | ? — вересень 1707                 | вересень 1707     | вересень 1707    |                            |                                                                  |         |
| Тевофлос                              | ? — 14 жовтня 1711                | 1 липня 1708      | 14 жовтня 1711   | Син Фасілідеса             | Соломонова династія                                              |         |
| Небане Йоганнис                       | ? — ?                             | 1709              | липень 1710      |                            |                                                                  |         |
| Йостос                                | ? — 1716                          | 14 жовтня 1711    | 19 лютого 1716   | Онук Іясу I                | Соломонова династія                                              |         |
| Девіт III                             | 1695 — 1721                       | 8 лютого 1716     | 18 травня 1721   | Син Іясу I                 | Соломонова династія                                              |         |
| Бакаффа                               | ? — 19 вересня 1730               | 18 травня 1721    | 19 вересня 1730  | Брат попереднього          | Соломонова династія                                              |         |
| Іясу II                               | 21 жовтня 1723 — 27 червня 1755   | 19 вересня 1730   | 27 червня 1755   | Син попереднього           | Соломонова династія                                              |         |
| Атсе Гезкеяс                          | ? — ?                             | 1736              | 1737             |                            |                                                                  |         |
| Йоас I                                | бл. 1740 — 14 травня 1769         | 27 червня 1755    | 7 травня 1769    | Син Іясу II                | Соломонова династія                                              |         |
| Йоганнис II                           | ? — 18 жовтня 1769                | 7 травня 1769     | 18 жовтня 1769   | Син Іясу I                 | Соломонова династія                                              |         |
| Текле Гайманот II (перше правління)   | 1754 — 7 вересня 1777             | 18 жовтня 1769    | серпень 1770     | Син попереднього           | Соломонова династія                                              |         |
| Сусеньйос II                          | ? — бл. 1771                      | серпень 1770      | грудень 1770     | Позашлюбний син Іясу II    | Соломонова династія                                              |         |
| Текле Гайманот II (друге правління)   |                                   | грудень 1770      | 13 квітня 1777   |                            | Соломонова династія                                              |         |
| Саломон II                            | ? — ?                             | 13 квітня 1777    | 20 липня 1779    | Син Абето Адіго            | Соломонова династія                                              |         |
| Текле Гійоргіс I (перше правління)    | бл. 1751 — 12 грудня 1817         | 20 липня 1779     | 8 лютого 1784    | Син Йоганниса II           | Соломонова династія                                              |         |
| Іясу III                              | ? — до 1810                       | 16 лютого 1784    | 24 квітня 1788   | Онук Іясу II               | Соломонова династія                                              |         |
| Атсе Іясу                             | ? — травень 1813                  | 1787              | 1788             |                            |                                                                  |         |
| Баеда Мар'ям                          | ? — ?                             | 1787              | 1788             |                            |                                                                  |         |
| Текле Гайманот                        | ? — до 1810                       | лютий 1788        | 1789             |                            |                                                                  |         |
| Текле Гійоргіс I (друге правління)    |                                   | 24 квітня 1788    | 26 липня 1789    |                            | Соломонова династія                                              |         |
| Ізкеяс                                | ? — 13 вересня 1813               | 26 липня 1789     | січень 1794      | Син Іясу III               | Соломонова династія                                              |         |
| Текле Гійоргіс I (третє правління)    |                                   | січень 1794       | 15 квітня 1795   |                            | Соломонова династія                                              |         |
| Баеда Мар'ям II                       | ? — ?                             | 15 квітня 1795    | грудень 1795     | Імовірний син Саломона II  | Соломонова династія                                              |         |
| Текле Гійоргіс I (четверте правління) |                                   | грудень 1795      | 20 травня 1796   |                            | Соломонова династія                                              |         |
| Саломон III (перше правління)         | ? — ?                             | 20 травня 1796    | 15 липня 1797    | Син Текле Гайманота II     | Соломонова династія                                              |         |
| Йонас                                 | ? — травень 1813                  | 18 серпня 1797    | 4 січня 1798     | Онук Фасілідеса            | Соломонова династія                                              |         |
| Текле Гійоргіс I (п'яте правління)    |                                   | 4 січня 1798      | 20 травня 1799   |                            | Соломонова династія                                              |         |
| Саломон III (друге правління)         |                                   | 20 травня 1799    | 15 липня 1799    |                            | Соломонова династія                                              |         |
| Деметрос (перше правління)            | ? — 1802                          | 25 липня 1799     | 24 березня 1800  | Син Аркедевоса             |                                                                  |         |
| Текле Гійоргіс I (шосте правління)    |                                   | 24 березня 1800   | червень 1800     |                            | Соломонова династія                                              |         |
| Деметрос (друге правління)            |                                   | червень 1800      | червень 1801     |                            |                                                                  |         |
| Егвала Сейон                          | ? — 12 червня 1818                | червень 1801      | 12 червня 1818   | Син Ізкеяса                | Соломонова династія                                              |         |
| Йоас II                               | ? — 3 червня 1821                 | 14 червня 1818    | 3 червня 1821    | Брат попереднього          | Соломонова династія                                              |         |
| Ґіґар (перше правління)               | бл. 1745 — 26 листопада 1832      | 3 червня 1821     | квітень 1826     | Імовірний син Йоаса II     | Соломонова династія                                              |         |
| Баеда Мар'ям III                      | ? — ?                             | квітень 1826      | квітень 1826     |                            |                                                                  |         |
| Ґіґар (друге правління)               |                                   | квітень 1826      | 18 червня 1830   |                            |                                                                  |         |
| Іясу IV                               | ? — ?                             | 18 червня 1830    | 18 березня 1832  | Син Саломона III           | Соломонова династія                                              |         |
| Гебре Крестос (перше правління)       | ? — ?                             | 18 березня 1832   | 1832             |                            | Соломонова династія                                              |         |
| Сале Денгел (перше правління)         | ? — ?                             | 1832              | 1832             | Брат попереднього          | Соломонова династія                                              |         |
| Гебре Крестос (друге правління)       | ? — ?                             | 1832              | 8 червня 1832    |                            | Соломонова династія                                              |         |
| Егвала Анбеса                         | ? — ?                             | 1832              | 1832             |                            |                                                                  |         |
| Сале Денгел (друге правління)         | ? — ?                             | жовтень 1832      | 29 серпня 1840   | Брат Гебре Крестоса        | Соломонова династія                                              |         |
| Йоганнис III (перше правління)        | бл. 1797 — бл. 1873               | 30 серпня 1840    | жовтень 1841     | Син Текле Гійоргіса I      | Соломонова династія                                              |         |
| Сале Денгел (третє правління)         | ? — ?                             | жовтень 1841      | 1845             | Брат Гебре Крестоса        | Соломонова династія                                              |         |
| Йоганнис III (друге правління)        |                                   | 1845              | 1845             | Син Текле Гійоргіса I      | Соломонова династія                                              |         |
| Сале Денгел (четверте правління)      | ? — ?                             | 1845              | 1850             | Брат Гебре Крестоса        | Соломонова династія                                              |         |
| Йоганнис III (третє правління)        |                                   | 1850              | 1851             |                            | Соломонова династія                                              |         |
| Сале Денгел (п'яте правління)         | ? — ?                             | 1851              | 11 лютого 1855   | Брат Гебре Крестоса        | Соломонова династія                                              |         |
| Теводрос II                           | бл. 1818 — 13 квітня 1868         | 11 лютого 1855    | 13 квітня 1868   |                            | Був долучений до Соломонової династії наприкінці свого правління |         |
| Текле Гійоргіс II                     | ? — 1873                          | 11 червня 1868    | 11 липня 1871    |                            |                                                                  |         |
| Йоганнис IV                           | 11 липня 1837 — 10 березня 1889   | 11 липня 1871     | 10 березня 1889  |                            | Тиграйська династія                                              |         |
| Менелік II                            | 17 серпня 1844 — 12 грудня 1913   | 10 березня 1889   | 12 грудня 1913   | Син негуса Гейле Мелекота  | Соломонова династія                                              |         |
| Іясу V                                | 4 лютого 1895 — 25 листопада 1935 | 12 грудня 1913    | 27 вересня 1916  | Онук попереднього          | Соломонова династія                                              |         |
| Завдіту I                             | 29 квітня 1876 — 2 квітня 1930    | 27 вересня 1916   | 2 квітня 1930    | Дочка Менеліка II          | Соломонова династія                                              |         |
| Хайле Селассіє I (перше правління)    | 23 липня 1892 — 27 серпня 1975    | 2 квітня 1930     | 2 травня 1936    |                            | Соломонова династія                                              |         |

### Італійська Східна Африка(1936–1941)
Імператор Ефіопії:
| Ім'я               | Роки життя                         | Початок правління | Кінець правління | Примітки      | Династія           | Портрет |
| ------------------ | ---------------------------------- | ----------------- | ---------------- | ------------- | ------------------ | ------- |
| Віктор Емануїл III | 11 листопада 1869 — 28 грудня 1947 | 9 травня 1936     | 5 травня 1941    | Син Умберто I | Савойська династія |         |

Віце-королі та генерал-губернатори Італійської Східної Африки:
- П'єтро Бадольо, 1-й герцог Адис-Абеби, 1-й маркіз Саботіно: 9 травня 1936 — 11 червня 1936
- Родольфо Ґраціані, 1-й маркіз Неєллі: 11 червня 1936 — 21 грудня 1937
- Принц Амадео, 3-й герцог Аоста: 21 грудня 1937 — 19 травня 1941
- П'єтро Гаццера (в. о.): 23 травня 1941 — 6 липня 1941
- Гільєрмо Насі (в. о.): 6 липня 1941 — 27 листопада 1941

### Ефіопська імперіявідновлена (1941–1974)
| Ім'я                               | Роки життя                     | Початок правління | Кінець правління | Примітки         | Династія            | Портрет |
| ---------------------------------- | ------------------------------ | ----------------- | ---------------- | ---------------- | ------------------- | ------- |
| Хайле Селассіє I (друге правління) |                                | 5 травня 1941     | 12 вересня 1974  |                  | Соломонова династія |         |
| Ама Селассіє I                     | 27 липня 1916 — 17 лютого 1997 | 12 вересня 1974   | 21 березня 1975  | Син попереднього | Соломонова династія |         |